# Sniper X with Jason Statham
Sniper X with Jason Statham est un jeu vidéo de tir à la première personne développé et édité par Glu Mobile, sorti en 2015 sur iOS et Android.
Le jeu met en scène, comme son nom l'indique, l'acteur Jason Statham.

## Système de jeu
Le joueur incarne un tireur embusqué qui doit abattre des cibles dans un univers 3D.

## Accueil
- Canard PC : 6/10[1]